# Deyverson Brum Silva Acosta
Deyverson Brum Silva Acosta (* 8. května 1991), známý také jako Deyverson, je brazilský fotbalový útočník, momentálně hraje za portugalský klub Os Belenenses.

## Klubová kariéra
V Brazílii hrál za klub Grêmio Mangaratibense.

V létě 2012 odešel do Evropy do portugalského klubu Benfica Lisabon, kde podepsal tříletou smlouvu a hrál za rezervní tým. Po sezóně 2012/13 se však stěhoval do jiného lisabonského týmu – CF Os Belenenses, podepsal čtyřletý kontrakt.